# José Miguel Jiménez
José Miguel Jiménez Carvajal (Atarfe, Granada, 13 de diciembre de 1968) es un doctor en Física aplicada, actualmente director del Departamento de Tecnologías del CERN. Es experto en el área de tecnología de vacío para haces de partículas de altas energías e intensidades así como en fenómenos inducidos por la circulación de haces, incluyendo los mecanismos de avalancha de electrones.

## Biografía
José Miguel Jiménez es ingeniero en Física aplicada por la Escuela Superior de Ingenieros de Clermont Ferrand (Francia) y Doctor en Física aplicada y física de superficies por el centro CEA de Saclay. Realizó su doctorado sobre los mecanismos de emisión de electrones por efecto de campo en estructuras aceleradoras radiofrecuencias. 
Al finalizar su doctorado, permaneció en el CEA como encargado de establecer colaboraciones de I+D en nuevas tecnologías entre este centro y grandes industrias de tratamiento de superficies y capas finas en Francia. En 1994 se integra en la plantilla del CERN como físico aplicado para trabajar en el LEP (gran colisionador de electrones y positrones). Dos años después es nombrado Ingeniero de proyecto en relación con este proyecto y también con el SPS (Súper protón sincrotrón). 
En el año 2002, como Jefe de sección, asume la responsabilidad de la instalación, preparación y puesta en marcha de las secciones rectas del LHC (Gran colisionador de Hadrones). Posteriormente es ascendido a Jefe de Grupo de Vacío, Capas finas y Superficies, integrando todos los aspectos de ingeniería, instrumentación y capas finas por procesos químicos o plasma. 
Desde 2014 lidera el Departamento de Tecnología del CERN, responsable de la tecnología relativa a los acelerados de partículas de la organización: un equipo de más de 700 personas clave para la investigación y desarrollo de nuevos proyectos en el CERN.
En 2016 se le concede el ingreso en la Orden Civil de Alfonso X el Sabio, con la categoría de Encomienda, en una ceremonia realizada el 12 de julio de 2016 en la Biblioteca Nacional de España.